# Occupy Wall Street
Pokret zauzmimo Wall Street (engl Occupy Wall Street) naziv je za prosvjednu akciju koja se od 17. rujna odvija na ulicama New Yorka, odnosno prosvjede protiv vodećih američkih banaka koje njihovi sudionici drže odgovornima za naglo osiromašenje svjetskog pučanstva i druge štetne posljedice globalne financijske krize. Akciju je 17. rujna započela kanadska protukonzumeristička organizacija Adbusters, a s vremenom joj se priključio niz drugih pojedinaca i organizacija, uglavnom pripadnika američke radikalne ljevice, a logističku potporu im je pružila i svjetska haktivistička organizacija Anonymous. 
Premda organizatori tvrde da će se demonstracije, u obliku "zauzeća" javnih površina nastaviti dok "se ciljevi ne ostvare", ti ciljevi još uvijek, prema njihovim riječima "nisu formulirani"; neki od sudionika su, pak, naveli da se oni prvenstveno odnose na nastojanje da se ukloni štetni utjecaj "kapitala" na američku politiku odnosno da se najbogatijim pojedincima i tvrtkama nametnu visoki porezi i tako prikupljenim sredstvima održe savezni socijalni programi i izbjegnu rezovi izazvani gospodarskom krizom i proračunskim deficitom.
Ljevičarski aktivist i bivši visoki funkcionar Obamine administracije Van Jones, koji se priključio prosvjedima, najavio je kako će se prosvjedi pretvoriti u "Američku jesen". Na demonstracijama se okupljalo između nekoliko stotina do nekoliko tisuća ljudi i uglavnom nisu zabilježeni nikakvi ozbiljni incidenti. Iznimka je predstavljalo policijsko bacanje paparnog spreja u lice tri demonstrantice 24. rujna (a što je demonstrantima donijelo brojne simpatije u međunarodnoj javnosti) te masovno uhićenje 700 prosvjednika koji su 1. listopada 2011. blokirali Brooklynski most.
Dio komentatora smatra kako je protestna akcija u New Yorku prvi ozbiljniji odgovor američke ljevice i demokrata na dionice desnih populista okupljenih u Pokret Tea Party.

## Vanjske poveznice
- Unofficial website  Arhivirana inačica izvorne stranice od 28. kolovoza 2011. (Wayback Machine) backed by Adbusters
- Global Revolution—Live video stream from the protests
- NYC General Assembly, The Official Website of the GA at #OccupyWallStreet
- Arhivirana inačica izvorne stranice od 10. prosinca 2011. (Wayback Machine), Bankamagazie